# Fontenay (Eure)
Fontenay település Franciaországban, Eure megyében. Lakosainak száma 252 fő (2018. január 1.). Fontenay Cahaignes, Cantiers és Guitry községekkel határos.

## Népesség
A település népességének változása:
| Lakosok száma | 200  | 225  | 225  | 234  | 265  | 319  | 327  | 309  | 255  | 252  |
|               | 1962 | 1968 | 1982 | 1990 | 1999 | 2008 | 2011 | 2013 | 2017 | 2018 |